# Malibu Country
Malibu Country ist eine amerikanische Sitcom, deren erste Folge am 2. November 2012 auf ABC ausgestrahlt wurde. Die Serie wurde von Dave Stewart und David Harris erdacht und ist nach Reba (2001–2007) die zweite Sitcom mit der Countrysängerin Reba McEntire als Hauptdarstellerin. Am 10. Mai 2013 wurde von ABC bekannt gegeben, dass die Serie nach der ersten Staffel eingestellt wurde.

## Handlung
Reba ist frisch geschieden, nachdem sie von ihrem Mann betrogen wurde, und zieht von Nashville  nach Malibu. Dort wohnt sie jetzt zusammen mit ihren beiden Kindern und ihrer Mutter und versucht, ihrer Musikkarriere wieder neuen Schwung zu verleihen.

## Figuren

### Hauptfiguren

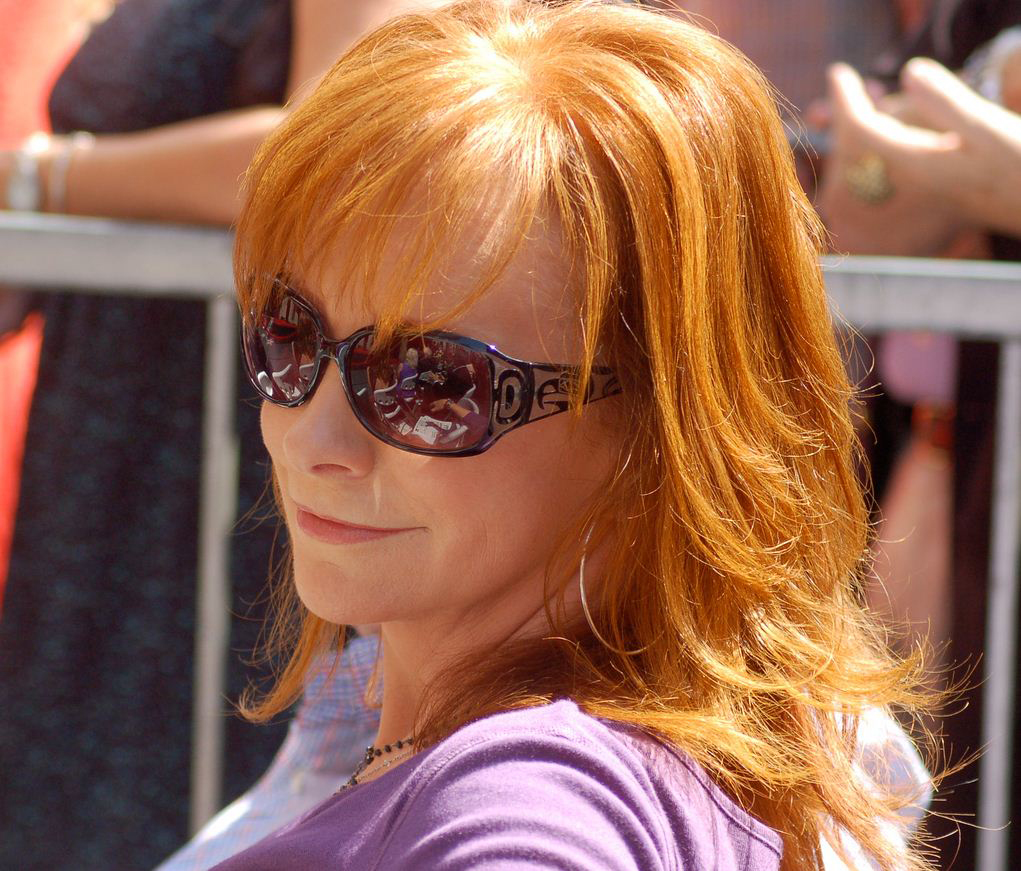
Reba McEntire spielt Reba
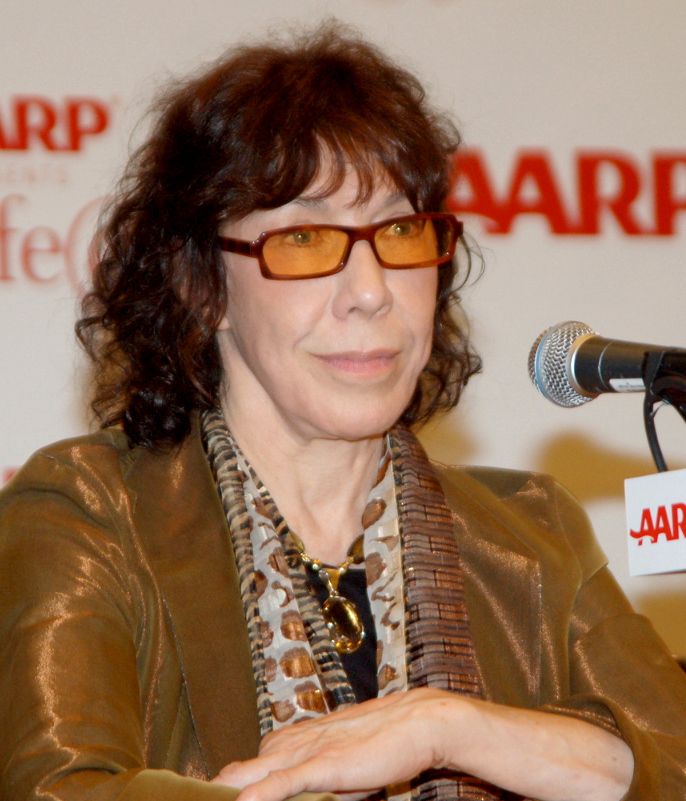
Lily Tomlin spielt Lillie Mae
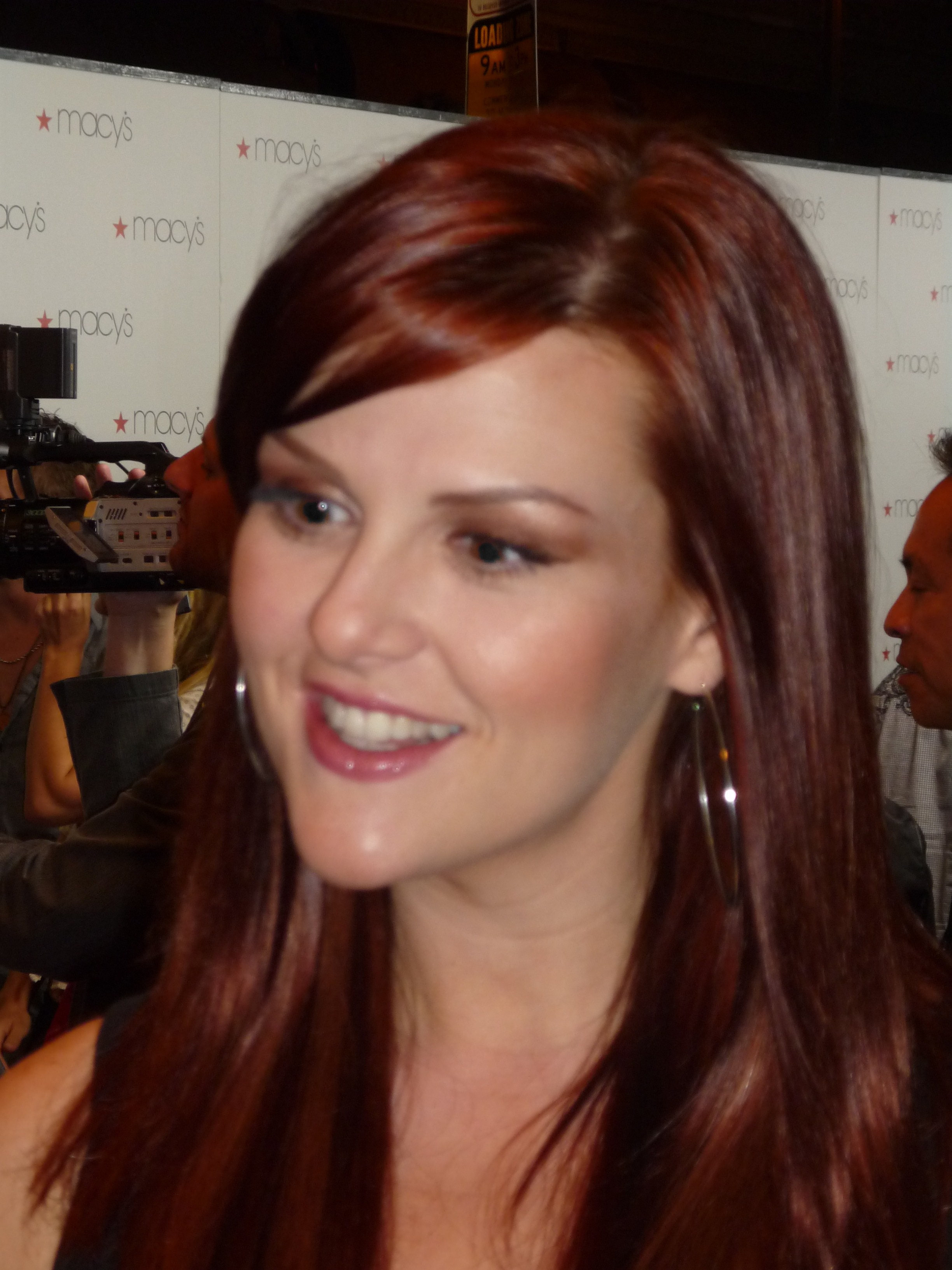
Sara Rue spielt Kim
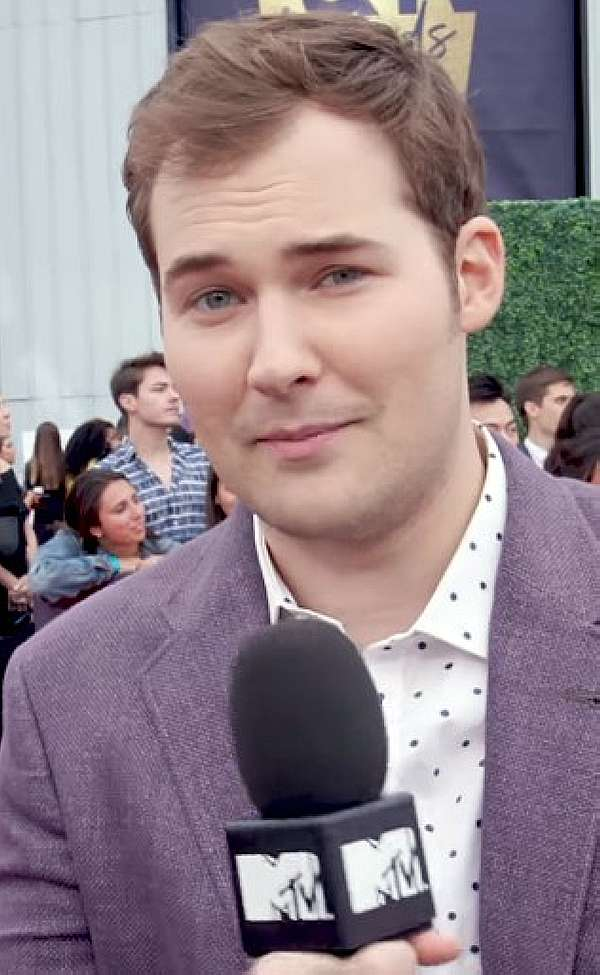
Justin Prentice spielt Cash
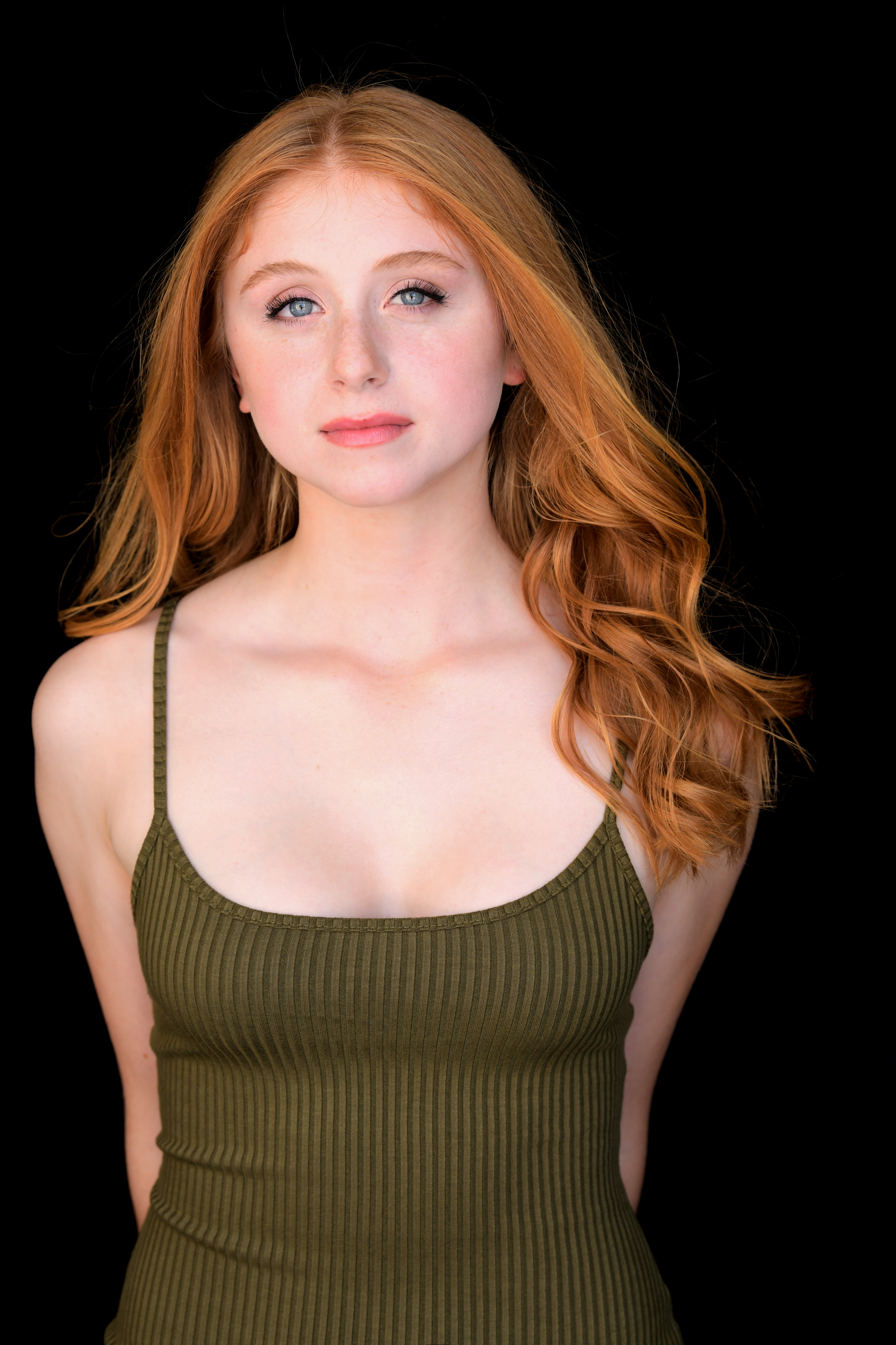
Juliette Angelo spielt June
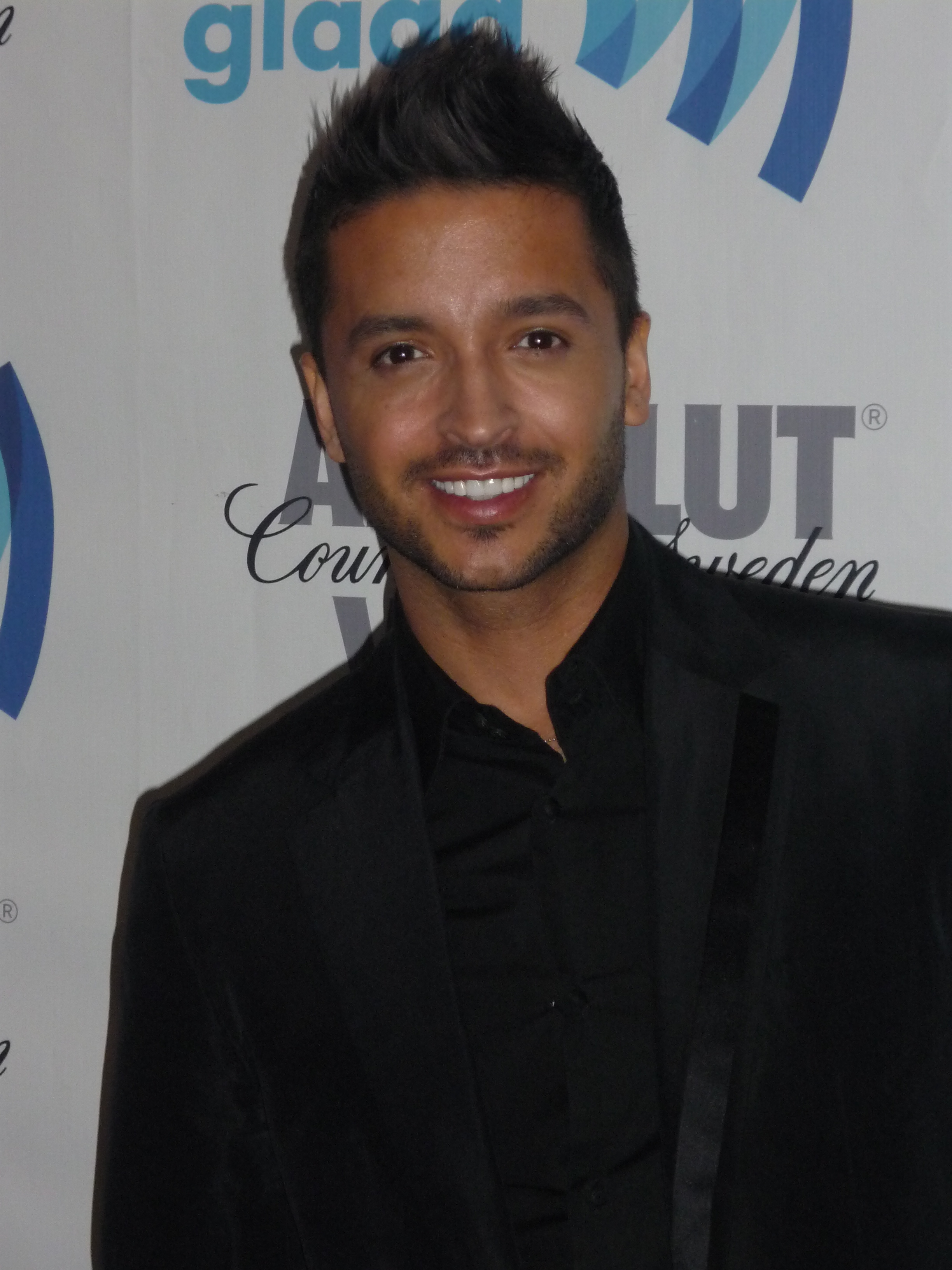
Jai Rodriguez spielt Geoffrey

- Reba Gallagher, geborene MacKenzie (Reba McEntire) war eine bekannte Countrysängerin und möchte ihre Karriere wiederbeleben. Sie lebt in einem Strandhaus in Malibu.
- Lillie Mae MacKenzie (Lily Tomlin) ist Rebas Mutter. Sie trinkt häufig Alkohol und nimmt angezogen Sonnenbäder.
- Kim Sallinger (Sara Rue) ist Rebas Nachbarin und auch gute Freundin. Sie ist sehr offenherzig und kann nichts für sich behalten.
- Cash Gallagher (Justin Prentice) ist Rebas 16-jähriger Sohn.
- June Gallagher (Juliette Angelo) ist Rebas 14-jährige Tochter und heimlich in Sage verliebt.
- Geoffrey (Jai Rodriguez) arbeitet für die Plattenfirma und hilft Reba bei ihrer Karriere.

### Nebenfiguren
- Bobby Gallagher (Jeffrey Nordling) ist ein ehemaliger Countrystar und Rebas Exmann.
- Sage (Hudson Thames) ist Kims Stiefsohn.

### Gaststars
- Travie McCoy als er selbst in Shell Games (1.03)[4]
- Steven Weber als Pete Mason in Bro Code (1.06)
- Laura Bell Bundy als Shauna in Adventures in Babysitting (1.12)
- Tisha Campbell-Martin in Bowling for Mama (1.14)
- Blake Shelton als Rebas Bruder  in Oh Brother (1.15)

## Produktion
Am 9. September 2011 wurde bekanntgegeben, dass ABC eine Pilotfolge von Malibu Country in Auftrag gegeben hat, mit McEntire in der Hauptrolle. Am 11. Mai 2012 wurde Malibu Country als Serie bestellt. Die Erstausstrahlung erfolgte Freitagabends 20:30 Uhr, im Anschluss an Last Man Standing, seit dem 2. November 2012. Am 12. November 2012 wurden drei zusätzliche Folgen bestellt. Am 28. November 2012 wurde dann eine weitere Aufstockung der Anzahl bekanntgegeben, auf nunmehr 18. Die Serie wurde am 10. Mai 2013 nach nur einer Staffel eingestellt.

## Rezeption
Malibu Country erhielt durchschnittliche Kritiken und hat derzeit als Score 14 von 100 auf Metacritic. Die erste Folge hatte 9,13 Millionen Zuschauer. Malibu Country gelang der erfolgreichste Serienstart an einem Freitag seit über 5 Jahren unter den großen Networksendern.

## Episoden
| Nr. (St.) | Originaltitel             | Erstausstrahlung | Regie             | Drehbuch                                                           | Prod. code | Quote USA (Mio.) |
| --- | ------------------------- | ---------------- | ----------------- | ------------------------------------------------------------------ | ---------- | ---------------- |
| 1 | Pilot                     | 2. Nov. 2012     | John Pasquin      | Geschichte: David A. Stewart & David Harris Teleplay: Kevin Abbott | 101        | 9,13             |
| Nachdem sie herausfand, dass ihr Mann eine Affäre hatte, verlässt Reba ihn und zieht mit dem Rest der Familie nach Malibu. Sie versucht dort, ihre Musikkarriere wiederzubeleben, doch Geoffrey von der Plattenfirma erkennt schnell, dass das nicht so einfach ist, weil Reba nicht mehr jung und sexy ist. June schließt Freundschaft mit dem Nachbarsjungen Sage. |                           |                  |                   |                                                                    |            |                  |
| 2 | Baby Steps                | 9. Nov. 2012     | Andy Cadiff       | Pat Bullard                                                        | 102        | 7,34             |
| Kim findet ein Foto von Rebas Exmann Bobby in einer Zeitschrift, auf dem er während eines Dates mit einer anderen Frau zu sehen ist. Sage erzählt Kim, er sei schwul, doch Cash sieht ihn, wie er ein anderes Mädchen (Piper Curda) küsst. |                           |                  |                   |                                                                    |            |                  |
| 3 | Shell Games               | 16. Nov. 2012    | Andrew D. Weyman  | Daniel Sweren-Becker                                               | 103        | 6,67             |
| Reba wartet auf einen Anruf von Geoffrey bezüglich eines Liedes, das sie geschrieben hat. Mr. Bata mag den Song, doch er will, dass der Rapper Travie McCoy statt Reba ihn singt. Lillie Mae hat einen heimlichen Verehrer. Cashs Mitschüler machen sich über seinen Südstaatenakzent lustig, während sich June gut integriert. |                           |                  |                   |                                                                    |            |                  |
| 4 | Cash’s Car                | 23. Nov. 2012    | David Trainer     | Matt Berry                                                         | 104        | 6,53             |
| Bobby besucht die Geburtstagsfeier seines Sohnes Cash und schenkt ihm ein Auto. Reba ist darüber verärgert, da sie ihren Sohn nicht schon an solchen Luxus gewöhnen möchte, doch Bobby erwidert, Cash habe sich am Telefon geäußert, wie schlecht es ihm in Malibu gefällt. Kim verkündet, dass sie schwanger sei. |                           |                  |                   |                                                                    |            |                  |
| 5 | Not with My Daughter      | 30. Nov. 2012    | Andrew D. Weyman  | Chris Case & Nastaran Dibai                                        | 105        | 6,31             |
| Cash wird von Surfern geärgert und fühlt sich zu wenig männlich. Um das zu ändern, lässt Lillie Mae ihn eine Nacht draußen am Strand mit einem Lagerfeuer verbringen. Inzwischen bemerkt Reba, dass June viel Zeit mit Kim verbringt, und hat Angst, dass sie selbst dadurch ersetzt wird. |                           |                  |                   |                                                                    |            |                  |
| 6 | Bro Code                  | 7. Dez. 2012     | Andrew D. Weyman  | Chris Case & Nastaran Dibai                                        | 106        | 6,01             |
| Reba hat noch mit den Scheidungspapieren zu tun, als Pete Mason ins Haus kommt, ein alter Freund Bobbys, der ihn immer in dem Haus übernachten ließ, während er in der Stadt war. Lillie Mae und Kim machen Pete betrunken, um zu erfahren, was Pete dort mit Bobby gemacht hat. Inzwischen wird Cash nachts am Strand aufgegriffen und bekommt dafür Hausarrest. |                           |                  |                   |                                                                    |            |                  |
| 7 | Merry Malibu Christmas    | 14. Dez. 2012    | Andrew D. Weyman  | Susan Hurwitz Arneson                                              | 107        | 6.42             |
| Lillie Mae bringt einen eigenartigen Weihnachtsbaum, der Reba nicht wirklich gefällt. Reba will ein Solo in der Kirche singen. Kim bewirbt sich auch als Sängerin dafür und gewinnt, was laut Geoffrey daran liegt, dass ihr Mann viel Geld gespendet habe. Reba findet auch heraus, dass June nicht mehr an Gott glaubt, und akzeptiert das. |                           |                  |                   |                                                                    |            |                  |
| 8 | Push Comes to Shove       | 4. Jan. 2013     | Andrew D. Weyman  | Bill Martin & Mike Schiff                                          | 108        | 5,96             |
| Cash wird in der Schule von Andrew Collins gemobbt und Reba rät ihm, für sich zu kämpfen. June möchte Klarinette lernen, was wegen Budgetkürzungen in der Schule nicht möglich ist, also unterstützt Reba die Spendensammlung in der Schule. Als sie mit Kim dort ist, erfährt sie vom Schulleiter, dass Cash Andrew geschubst haben soll und dieses Ereignis in Cashs Akte wandern soll. |                           |                  |                   |                                                                    |            |                  |
| 9 | Cold Shower               | 11. Jan. 2013    | Andrew D. Weyman  | Dave Bickel                                                        | 109        | 6,10             |
| Reba soll für Kim einen baby shower ausrichten. Kims alte Freundin Brooke (Heather Paige Kent) möchte dabei helfen, doch sie hat deutlich anspruchsvollere Vorstellungen und übernimmt die Planung. Darüber ärgert sich Reba, was versehentlich auf Video aufgenommen wird. Reba gelingt es zwar, besagtes Video von Kim fernzuhalten, gesteht ihr dann aber doch, was sie gesagt hat. June ist nun sicher, dass sie in Sage verliebt ist. Cash möchte Mädchen, die an einer Misswahl teilnehmen, beeindrucken, wozu Lillie Mae einen Kollaps vorspielt und er sie ‘rettet’.                                                       |                           |                  |                   |                                                                    |            |                  |
| 10 | Easy Money                | 18. Jan. 2013    | Andrew D. Weyman  | Cheryl Holliday                                                    | 110        | 5,88             |
| Reba sagt June, dass es lange dauern werde, bis June Erfolg im Musikgeschäft haben könne. June lädt einen Song von ihr, zu dem eine Katze aus der Nachbarschaft tanzt, bei Youtube hoch, und das Video wird ein großer Erfolg. Als das Video wieder vom ersten Platz verdrängt ist, stellt June fest, dass die vielen Klicks nicht ihr gegolten haben, sondern der tanzenden Katze zu verdanken waren. Inzwischen hilft Cash Kim und Lillie Anne bei Wetten für Pferderennen, da er sich gut mit der Anatomie der Pferde auskennt. Weil die beiden spielesüchtig zu werden drohen, gibt er ihnen falsche Tipps, um das zu beenden. |                           |                  |                   |                                                                    |            |                  |
| 11 | Based on a True Story     | 1. Feb. 2013     | Mark Cendrowski   | D. J. Ryan & Kevin Pedersen                                        | 111        | 5,99             |
| Als Cash für die Schule ein Theaterstück schreiben soll, sagt Reba ihm, er solle über etwas schreiben, was er aus seinem Leben kennt. Er schreibt eine auf der Scheidung seiner Eltern basierende Komödie, die für eine öffentliche Aufführung ausgewählt wird. Reba ärgert sich darüber, da sie glaubt, falsch dargestellt zu sein, doch ihre Mutter bringt ihr dank eines Erlebnisses aus Rebas Jugend die Einsicht, dass das Spiel doch nur fiktional ist. |                           |                  |                   |                                                                    |            |                  |
| 12 | Adventures in Babysitting | 8. Feb. 2013     | Andrew D. Weyman  | David Bickel                                                       | 112        | 6,13             |
| Aus Angst ihren Plattenvertrag zu verlieren, möchte Reba zusammen mit der jungen Sängerin Shauna (Laura Bell Bundy) einen Song schreiben, die dazu bei ihr einzieht. Doch Shauna ist entweder betrunken oder schläft und hat außerdem einen schlechten Einfluss auf Cash und June. Eine Weile nachdem Reba sie damit konfrontiert hat, entscheidet sich Shauna, ihre Musikkarriere aufzugeben und zu ihrer Mutter zu gehen. Lillie Mae zieht für ein paar Tage in Kims Haus, während diese unterwegs ist. |                           |                  |                   |                                                                    |            |                  |
| 13 | Babies Having Babies      | 15. Feb. 2013    | Andrew D. Weyman  | Bill Martin & Mike Schiff                                          | 113        | 5,78             |
| Reba und Lillie Mae möchten für ein Wochenende nach Las Vegas. Doch dann gesteht Sage, dass er nicht schwul ist und in June verliebt ist. Daraufhin will Reba die Reise zunächst verschieben, und Kim zweifelt an sich, ob sie eine gute Mutter ist, da sie selbst glaubte, dass Sage schwul sei. |                           |                  |                   |                                                                    |            |                  |
| 14 | Bowling for Mama          | 22. Feb. 2013    | Phill Lewis       | Matt Berry                                                         | 114        | 5,11             |
| Lillie Mae hat Geburtstag und wünscht sich, dass Reba mit ihr an einem wichtigen Bowlingspiel für Lillies Mannschaft teilnimmt; danach meint Reba, dass ihre Mutter zu sehr aufs Gewinnen fixiert ist, und Lillie Mae tritt schließlich für das gegnerische Team an, da sie aus ihrem eigenen geworfen wurde. Inzwischen wetteifern June und Cash, wer von beiden das bessere Geschenk für ihre Oma hat. |                           |                  |                   |                                                                    |            |                  |
| 15 | Oh Brother                | 1. März 2013     | Robbie Countryman | Pat Bullard                                                        | 115        | 6,15             |
| Rebas Bruder Blake kommt zu Besuch und begeistert Lillie Mae mit einer Geschäftsidee, doch Reba ist sauer, da sie meint, ihre Mutter benachteilige sie immer gegenüber Blake. In der Schule sagt June, dass Cash noch jungfräulich ist, der sich zunächst dafür schämt, bis er von Blake aufgemuntert wird. Am nächsten Tag spricht ihn in der Schule ein hübsches Mädchen an, er glaubt zunächst, sie wolle mit ihm ausgehen, doch sie will ihn in einem Abstinenzclub begrüßen. |                           |                  |                   |                                                                    |            |                  |
| 16 | Marriage, Malibu Style    | 8. März 2013     | Andrew D. Weyman  | Kevin Abbott                                                       | 116        | 5,92             |
| Reba hat ein neues Lied geschrieben, doch Geoffrey meint, sie müsse mehr Verwundbarkeit zeigen. Kims Mann Leslie ist wegen einer Wohltätigkeitsveranstaltung bei Reba und versucht sie zu küssen. Darauf von Reba angesprochen, erklärt Kim, sie habe einer offenen Ehe zugestimmt, gesteht später aber ein, dass sie damit nicht glücklich ist. Inzwischen hat Lillie Mae einen Sonnenbrand vom Baden am FKK-Strand. |                           |                  |                   |                                                                    |            |                  |
| 17 | New Plans                 | 15. März 2013    | Robbie Countryman | Nastaran Dibai                                                     | 117        | 5,60             |
| Reba soll einen Jingle für die Werbung für ein Energie-Getränk schreiben. |                           |                  |                   |                                                                    |            |                  |
| 18 | All You Single Ladies     | 22. März 2013    | Phill Lewis       | Chris Case                                                         | 118        | 7,04             |
| Kim, Lillie Mae und Geoffrey erstellen Reba ein Profil zum Online-Dating. Reba willigt schließlich ein, sich mit Brad (Stacy Keach) zu treffen, doch der ist viel älter als auf seinem Profilbild. |                           |                  |                   |                                                                    |            |                  |